# لويس براون (لاعب كريكت)
لويس براون (12 مارس 1874 - 14 أكتوبر 1951)  (بالإنجليزية: Lewis Brown)‏ هو لاعب كريكت بريطاني (وحمل سابقاً جنسية المملكة المتحدة لبريطانيا العظمى وأيرلندا).